# 中条善伸
中条 善伸（なかじょう よしのぶ、1962年4月12日 - ）は、宮城県牡鹿郡女川町出身の元プロ野球選手（投手）。左投左打。1994年からは中條としている。

## 来歴・人物
中学校時代はドロップボールを駆使し、チームを東北中学校野球大会優勝に導くなどして活躍した。
東北高では、エースとして4季連続でチームを甲子園に導く活躍を見せる。1979年春の選抜では1回戦で下関商業高に敗退。同年夏の選手権も1回戦で済々黌高に敗退。翌1980年春の選抜2回戦（初戦）で松江商業高を降したが、準々決勝で丸亀商業高に惜敗。なお、この大会では松江商戦で勝利が決定的になった9回にリリーフ登板（一死も取れず）したのみであった。この大会を含めこれまで甲子園ではいずれも四球病に泣かされた。最後の舞台となる同年夏の選手権は、1回戦でエース本西厚博を擁する瓊浦高を無四球完封し、ようやく自らの手で甲子園初勝利を挙げる。2回戦は後関昌彦擁する習志野高相手に連続完封するも、3回戦で浜松商業高に接戦の末敗れる。高校同期に安部理、佐藤洋がいる。
その後、1980年オフにドラフト外で読売ジャイアンツに入団。1983年に一軍初登板、主として中継ぎで起用されるが、初セーブもあげている。月刊ジャイアンツ誌上で「50番カルテット」と称された（駒田徳広、槙原寛己、吉村禎章の「50番トリオ」に続く存在とされたもの）。翌年も中継ぎとして21試合に起用される。
1984年オフに金城基泰との交換トレードで南海ホークスに移籍。同年の南海は投手陣に年間を通じて一軍に登録し続けている左腕投手が1人もいない状態であったため、大きなカーブを軸に貴重な中継ぎやワンポイントリリーフとして重用された。しかし、細い身体で怪我が多く、それ以上の飛躍はできなかった。1987年に自己最多の48試合に登板するが、翌年から低迷。チームの福岡移転後は登板機会もなく、1989年オフに自由契約となった。
1990年に、横浜大洋ホエールズにテスト入団も一軍登板はなく、同年オフに戦力外通告を受け現役を引退。そのまま同球団打撃投手に転身。1994年から古巣巨人に打撃投手として復帰。その後はスコアラー等を務め、2022年現在はチーム戦略室室長補佐を務める。

## 詳細情報

### 年度別投手成績
| 年 度     | 球 団     | 登 板 | 先 発 | 完 投 | 完 封 | 無 四 球 | 勝 利 | 敗 戦 | セ 丨 ブ | ホ 丨 ル ド | 勝 率 | 打 者 | 投 球 回 | 被 安 打 | 被 本 塁 打 | 与 四 球 | 敬 遠 | 与 死 球 | 奪 三 振 | 暴 投 | ボ 丨 ク | 失 点 | 自 責 点 | 防 御 率 | W H I P |
| --------- | --------- | ----- | ----- | ----- | ----- | -------- | ----- | ----- | -------- | ----------- | ----- | ----- | -------- | -------- | ----------- | -------- | ----- | -------- | -------- | ----- | -------- | ----- | -------- | -------- | ------- |
| 1983      | 巨人      | 19    | 0     | 0     | 0     | 0        | 0     | 0     | 1        | --          | ----  | 147   | 34.0     | 31       | 3           | 13       | 3     | 1        | 29       | 0     | 0        | 19    | 16       | 4.24     | 1.29    |
| 1984      | 巨人      | 21    | 0     | 0     | 0     | 0        | 0     | 1     | 0        | --          | .000  | 102   | 24.1     | 23       | 1           | 13       | 0     | 2        | 20       | 1     | 0        | 11    | 11       | 4.07     | 1.48    |
| 1985      | 南海      | 23    | 1     | 0     | 0     | 0        | 0     | 1     | 0        | --          | .000  | 81    | 17.1     | 21       | 4           | 9        | 1     | 1        | 7        | 1     | 0        | 17    | 11       | 5.71     | 1.73    |
| 1986      | 南海      | 37    | 1     | 0     | 0     | 0        | 0     | 0     | 1        | --          | ----  | 182   | 41.0     | 47       | 2           | 18       | 0     | 0        | 20       | 1     | 0        | 16    | 14       | 3.07     | 1.59    |
| 1987      | 南海      | 48    | 0     | 0     | 0     | 0        | 2     | 0     | 1        | --          | 1.000 | 212   | 49.2     | 56       | 5           | 16       | 2     | 4        | 14       | 1     | 0        | 25    | 22       | 3.99     | 1.45    |
| 1988      | 南海      | 17    | 0     | 0     | 0     | 0        | 0     | 0     | 0        | --          | ----  | 49    | 9.1      | 19       | 2           | 4        | 0     | 0        | 4        | 1     | 1        | 6     | 6        | 5.79     | 2.46    |
| 通算：6年 | 通算：6年 | 165   | 2     | 0     | 0     | 0        | 2     | 2     | 3        | --          | .500  | 773   | 175.2    | 197      | 17          | 73       | 6     | 8        | 94       | 5     | 1        | 94    | 80       | 4.10     | 1.54    |

- 各年度の太字はリーグ最高

### 記録
- 初登板・初セーブ：1983年6月14日、対阪神タイガース10回戦（後楽園球場）、7回表に2番手として救援登板・完了、3回4失点
- 初奪三振：同上、7回表に田中昌宏から
- 初先発：1985年10月12日、対阪急ブレーブス24回戦（大阪スタヂアム）、0/3回4安打3失点で敗戦投手
- 初勝利：1987年5月2日、対ロッテオリオンズ4回戦（川崎球場）、6回裏1死に3番手として救援登板、1回2/3を1失点

### 背番号
- 52 （1981年 - 1984年）
- 13 （1985年 - 1986年）
- 25 （1987年 - 1988年）
- 45 （1989年）
- 49 （1990年）
- 83 （1991年 - 1993年）
- 113 （1994年 - 2005年）